# Julian Musiol
Julian Musiol (* 4. April 1986 in Suhl) ist ein ehemaliger deutscher Skispringer.

## Werdegang
Musiol, Sohn des ehemaligen Bobfahrers Bogdan Musiol, startete für den SC Motor Zella-Mehlis und gab sein internationales Debüt bei den Nordischen Junioren-Skiweltmeisterschaften 2002 in Schonach im Schwarzwald, bei denen er Rang 36 erreichte. Im Januar 2003 startete er erstmals im Skisprung-Continental-Cup. Mit Rang 22 in Planica erreichte er auch auf Anhieb erste Continental-Punkte.
Bei den Nordischen Junioren-Skiweltmeisterschaften 2003 in Sollefteå verbesserte sich Musiol auf Rang 16 im Einzel und erreichte mit der Mannschaft beim Teamspringen auf den 11. Platz. Nach durchwachsenen Ergebnissen im Continental Cup sowie bei Junioren-Springen gelang ihm bei den Nordischen Junioren-Skiweltmeisterschaften 2004 in Stryn gelang ihm mit seinen Mannschaftskollegen Patrick Kaltenbach, Tobias Bogner und Mark Krauspenhaar der Gewinn der Bronzemedaille hinter den Teams aus Österreich und Polen. Im Einzelspringen verpasste er eine weitere Medaille knapp und wurde Fünfter.
Im Januar 2005 gelang es Musiol in Lauscha erstmals bei einem Continental-Cup-Springen als Zehnter auf einen vorderen Platz zu springen. Beim Sommer-Continental Cup in Lillehammer erreichte er mit Rang acht sein bis dahin bestes Einzelresultat. Nachdem er auch im zweiten Springen einen guten 14. Platz erreichte, bekam er einen Startplatz beim Skisprung-Grand-Prix 2005. In Predazzo und Hakuba verpasste er die Punkteränge jedoch deutlich. Daraufhin ging er im Oktober zurück in den Continental Cup. In Lake Placid überraschte er mit einem guten fünften Rang.
Am 29. Dezember 2005 gab Musiol in Oberstdorf als Teil der Nationalen Gruppe sein Debüt im Skisprung-Weltcup. Als 37. verpasste er die Punkteränge knapp und ging deshalb auch wieder zurück in den Continental Cup. Bereits in Sapporo erhielt er erneut einen Platz im Weltcup-Kader. Mit Rang 22 gelang ihm im zweiten Springen auch der Sprung in die Weltcup-Punkteränge. Daraufhin reiste er mit der Mannschaft zum Weltcup nach Willingen. Dort verpasste er jedoch die Punkteränge erneut. Zurück im Continental Cup erreichte Musiol in Regelmäßigkeit die Top 10.
Beim Skisprung-Grand-Prix 2006 gelang Musiol mit Rang 27 im Val di Fiemme der Gewinn von vier Punkten und nach weiteren punktlosen Springen am Ende Rang 74 der Grand-Prix-Gesamtwertung. Am 24. Februar 2007 gewann er in Oberhof sein erstes Continental-Cup-Springen. Zum Saisonende bestritt Musiol in Oslo noch einmal zwei Weltcup-Springen, kam aber je über Rang 40 nicht hinaus. Im Frühjahr 2007 begann er an der FH Ansbach sein Fernstudium im Bereich Management.
Zu Beginn der Saison 2008/09 gelang Musiol in Rovaniemi mit Rang drei ein erneuter Podestplatz. Im Januar 2009 gelang ihm in Sapporo erneut ein 22. Platz im Weltcup. Es blieb sein letzter Platz in den Weltcup-Punkten. Im Januar 2010 erreichte er an gleicher Stelle im Continental Cup noch einmal Rang drei und damit einen Podestrang. In der Folge blieb er im B-Nationalkader und wurde nur gelegentlich bei Weltcups eingesetzt, verpasste aber oftmals die Qualifikation.
2011 beendete Musiol seine aktive Skisprungkarriere.

## Erfolge

### Weltcup-Platzierungen
| Saison  | Platz | Punkte |
| ------- | ----- | ------ |
| 2005/06 | 68.   | 09     |
| 2008/09 | 71.   | 09     |

### Grand-Prix-Platzierungen
| Saison | Platz | Punkte |
| ------ | ----- | ------ |
| 2006   | 74.   | 04     |